# Друэдайн
Дру́эдайн (Drúedain, в ед. ч. — дру́адан, Drúadan) — раса людей в Средиземье, вымышленном мире английского писателя Джона Р. Р. Толкина. Они были из числа эдайн (людей), пришедших в Белерианд в Первую эпоху и дружили с эльфами. В романе «Властелин колец» друэдайн помогли всадникам Рохана преодолеть засаду орков на пути в Минас Тирит для участия в Битве на Пеленнорских полях. Сведения о друэдайн содержатся в книгах «Неоконченные предания Нуменора и Средиземья» (1980) и «Народы Средиземья» (1996).
Друэдайн имеют много общего с мифологическими дикими людьми из средневековых европейских легенд.

## Имена и этимология

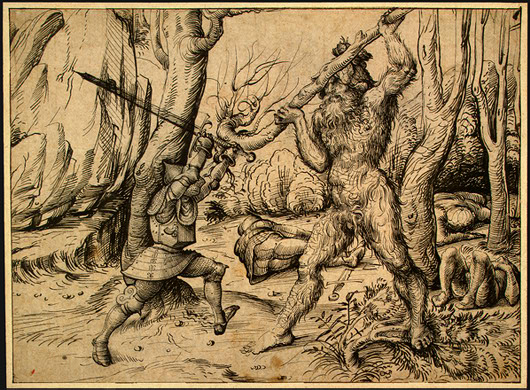
Сражение с дикими людьми: картина Ханса Бургкмайра «Бой в лесу»

Согласно текстам Толкина, друэдайн называли себя «друху» (Drughu). Когда они появились в Белерианде, эльфы из числа синдар называли их «дру» (Drû, мн. Drúin, Drúath), позднее добавился суффикс «адан» (-adan), то есть «человек», так появилось название этого народа на синдарине — «друадан» (Drúadan), во множественном числе — «друэдайн» (Drúedain). Также использовалась форма «друх» (Drûg, мн. ч. Drûgs). В языке квенья «друху» превращается в «ру», «ру́атан» (Rú, Rúatan). Орки называли друэдайн словом «о́гхор-хай» (Oghor-hai). Джон С. Райан в статье в журнале Mallorn отмечает, что Толкин также использовал название этого народа в географических названиях Средиземья — «Друаданский лес» (Drúadan Forest, «дом уозов») и «Друвайт-Йаур» (Drúwaith-laur, «древние места дикого народа»).
В Рохане в Третью эпоху друэдайн и созданные ими каменные статуи называли «бесами» (Púkel-men). Название Púkel, возможно, происходит от англосаксонского púcel (гоблин, демон) и родственно слову púca. В комедии Уильяма Шекспира «Сон в летнюю ночь» есть персонаж Пак (Пук), а у Редьярда Киплинга есть цикл сказок «Пак с Холмов». Джон С. Райан отметил, что это слово и его варианты используется в английских географических названиях, например Пакшот (Puckshot), Пок Филд (Pock Field), Пакстон (Puxton), Пакеридж (Puckeridge), Поксдаун (Pokesdown), Покфорд (Pockford) и других. По мнению Райана, название Púkel-men может происходить от комбинации «прото-кельтов», «друидов» или «придорожных богов плодородия». Также он отметил, что Кристофер Толкин считал название Púkel-men одним из эквивалентов названия друэдайн.
На вестроне («всеобщем языке» западного Средиземья) друэдайн называли «дикими людьми» (Wild Men) или «уозами» (Wose). Во «Властелине колец» Эльфхельм говорит Мериадоку Брендибаку: «Это голоса уозов, лесных дикарей».
Филолог и исследователь Толкина Том Шиппи отметил, что здание Лидсского университета, который и он, и Толкин посещали (в разное время) находится поблизости от Вудхаус Мур (англ. Woodhouse Moor), что является  искажённой формой от «Вуд-Воуз» (англосаксонское слово wudu-wāsa). Кларк Холл перевёл это название как «фавн, сатир».

## Описание
Внешним видом и выносливостью друэдайн немного напоминали гномов: они были  невысокими (ростом в 4 фута), коренастыми, толстозадыми, с короткими толстыми ногами, широкими плосконосыми лицами и толстыми губами. Однако, в отличие от гномов, растительности у них на лице не было. Эльфам и людям других племён друэдайн казались некрасивыми. Друэдай ненавидели орков, бывших их вечными врагами, и использовали против них отравленные стрелы. Были отличными охотниками и следопытами, разбирались в растениях, были мастерами резьбы по дереву и камню. Согласно легендам, обладали некоторыми магическими способностями, в частности, в создании «оживших» каменных статуй.

## История
Друэдайн были среди людей, которые пробудились в Хильдориэне на востоке Средиземья, и именно они первыми из людей покинули эти земли. Изначально они пошли на юг, в сторону Харада, однако затем повернули на северо-запад и стали первыми людьми, которые пересекли великую реку Андуин. Многие из друэдайн поселились в регионе Белых гор, став коренным народом тех мест.
Некоторые из друэдайн продолжили свой путь на северо-запад и достигли Белерианда. В Первую эпоху они жили в лесу Бретиль, где о них впервые узнали эльфы. Одним из народа друх был Агхан, герой истории «Преданный камень» из сборника «Неоконченные предания Нуменора и Средиземья». Когда Моргот уничтожил все королевства эльфов и людей в Белерианде, от друэдайн там осталось всего несколько семей. Некоторые из них укрылись в последних убежищах в Устьях Сириона.

Друэдайн помогли всадникам Рохана добраться до Пеленнорских полей (синяя стрелка 3), показав им путь через лес (нет на карте), избежав орков, блокирующих дорогу (красная стрелка 1b)

После конца Первой эпохи и разрушения Белерианда часть друэдайн отправилась вместе с другими эдайн в Нуменор, но большая часть этого народа жила в Белых горах Средиземья, в Друвайт-Йаур (лесной регион на западе Гондора) и в Друаданском лесу. Нуменорские друэдайн в виде краткого примечания упоминаются в рассказе «Жена морехода» из сборника «Неоконченные предания Нуменора и Средиземья». Там сказано, что друэдайн, состоявшие на службе у короля Алдариона, всегда отличавшиеся прозорливостью, испугались, узнав о его путешествиях, ибо предвидели, что они принесут зло, и умоляли Алдариона прекратить свои плавания. Однако они ничего не добились. После этого, несмотря на свой страх перед морем, они поодиночке или небольшими группами приходили к большим кораблям, отплывающим на северо-запад Средиземья, и просили взять их с собой. Так  в Нуменоре их постепенно становилось всё меньше и меньше. К тому моменту, когда Элендиль спасся во время Низвержения Нумененора, там не оставалось уже ни одного друадан: последние из этого народа покинули остров, когда туда привезли Саурона.
Рохиррим (жители Рохана) называли друэдайн «бесами» (Púkel-men). Так же они называли каменные статуи, созданными друэдайн для охраны важных территорий, а также своих домов. Некоторые из этих статуй, согласно легендам, могли оживать.
В конце Третьей эпохи во время Войны Кольца друэдайн из клана Гхан-бури-Гхана (Ghân-buri-Ghân) помогли всадникам Рохана, которые отправились к Минас Тириту. Большая армия орков направилась к Друаданскому лесу для перехвата рохиррим, которые шли на помощь Гондору в войне с Сауроном. Друэдайн сдерживали орков отравленными стрелами и провели всадников Рохана секретными тропами через свой лес. Без их помощи Теоден не успел бы вовремя прибыть на Пеленнорские поля и Минас Тирит, вероятно, был бы взят войсками Саурона. Эта помощь не была забыта, и после победы над Сауроном король Элессар объявил Друаданский лес землями Гхан-бури-Гхана и его народа «навеки», и запретил входить в него без разрешения друэдайн.

## Значение

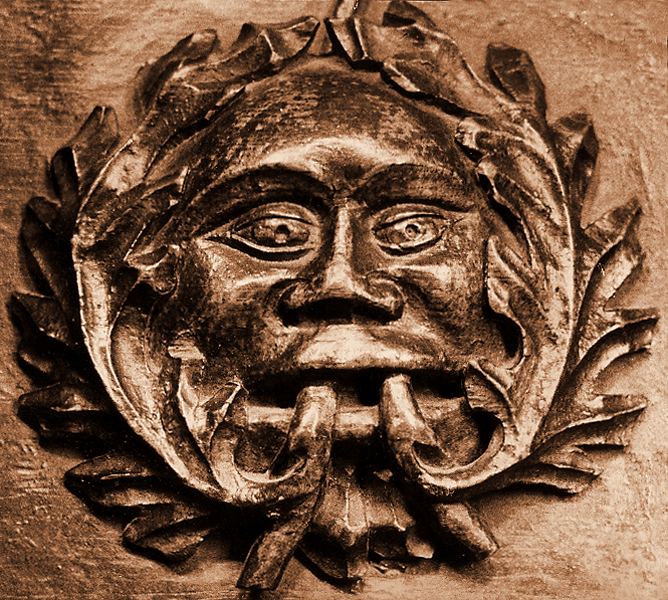
«Зелёный человек» на мизерикордии в Ладлоу как аналог толкиновских «диких людей»

Гхан-бури-Гхан — «пережиток прошлого», доисторический человек, сохранившийся в современности. Как и у других друэдайн, у него плоское лицо, тёмные глаза, а из одежды — юбка из травы. Он является положительным персонажем с «примитивным благородством», классический пример благородного дикаря. Он не глуп и отказывается от «покровительства». Сьюзан Песзнекер описывает «диких людей», включая друэдайн Толкина, как вариант средневекового «зелёного человека», который был «языческим символом плодородия и возрождения».
Медиевист и исследователь Толкина Верлин Флигер полагает, что дикие люди Толкина «инфантильны». Гхан-бури-Гхан разговаривает как «голливудский Тарзан», используя короткие фразы типа «дикие люди жить здесь до каменных домов» и «убивать народ орков». Она сравнивает его с «диким хоббитом».

## В адаптациях
Гхан-бури-Гхан присутствует в карточной игре The Lord of the Rings Trading Card Game, а также в настольной игре Lord of the Rings. Изображения для настольной игры создал иллюстратор Джон Хау.

### Первичные источники
1. 1 2 3 4 5 6 7 8 9  Цитируется по изданию на русском языке: Толкин Джон Роналд Руэл. Неоконченные предания Нуменора и Средиземья / пер. с англ. А. Хромова, С. Лихачёва, О. Степашкина. — АСТ, 2020. — ISBN 978-5-17-101723-1.
2. 1 2 3 4 5 6 7  Tolkien, 1980, Part Four. "The Drúedain".
3. 1 2  Tolkien, 1955, Book 5, chapter 3, "The Muster of Rohan".
4. 1 2 3 4  Tolkien, 1955, Book 5, chapter 5, "The Ride of the Rohirrim".
5. 1 2  Tolkien, 1980, Part Four. The Drúedain. "The Faithful Stone".
6. ↑  Tolkien, 1955, Book 5, ch. 5, "Many Partings".

### Вторичные источники
1. 1 2  Tolkien, 1996, p. 310
2. 1 2  Shippey, 2005, pp. 74, 149
3. 1 2  Ryan, John S. (September 1983). The Pukel-men before Dunharrow. Mallorn. Архивировано 8 февраля 2024. Дата обращения: 8 февраля 2024.
4. ↑  Hall, J. R. Clark. A Concise Anglo-Saxon Dictionary. — University of Toronto Press, 2002. — ISBN 978-0802065483.
5. ↑  Hall, J. R. Clark. . — University of Toronto Press, 2002. — ISBN 978-0802065483.
6. 1 2  Pesznecker, Susan. Gargoyles: From the Archives of the Grey School of Wizardry. — Red Wheel Weiser, 2007. — ISBN 978-1-60163-978-3.
7. 1 2 3  Flieger, Verlyn. Tolkien the Medievalist. — Routledge, 2003. — P. 96-105. — ISBN 978-1-134-43971-3.
8. ↑  Smith, Mark Eddy. Tolkien's Ordinary Virtues. — Intervarsity Press, 2002. — ISBN 0-8308-2312-3.
9. ↑  Rutledge, Fleming. The Battle for Middle-earth: Tolkien's Divine Design in The Lord of the Rings. — William B. Eerdmans Publishing, 2004. — ISBN 978-0-8028-2497-4.
10. ↑  Stanton, Michael N. Hobbits, Elves, and Wizards: Exploring the Wonders and Worlds of J.R.R. Tolkien's "The Lord of the Rings". — Palgrave Macmillan, 2002. — ISBN 978-1-4039-6025-2.
11. ↑  List of the 139 cards in the expansion Promotional Cards (англ.). Trade Cards Online. Дата обращения: 8 февраля 2024. Архивировано 5 июля 2017 года.
12. ↑  Ghan-Buri-Ghan (англ.). Illustrator John Howe. Дата обращения: 8 февраля 2024. Архивировано 30 ноября 2020 года.